# Гизела (дочь Людовика Благочестивого)
Гизела (род. ок. 821) — младшая дочь Людовика Благочестивого и его второй жены Юдифи Баварской.

## Биография
В 836 году она вышла замуж за могущественного и влиятельного герцога Фриули Эбергарда, который был позже канонизирован как святой. У них было несколько детей, включая короля Италии Беренгара I, маркграфа Фриули. Гизела была известна своим благочестием и добродетелью, так же, как её тезка, Гизела (сестра Карла Великого), которая посвятила свою жизнь церкви.
Её приданое состояло из многих богатых доменов, в том числе и Сизуэна, который стал одной из постоянных резиденций в Эбергарда. Они основали там монастырь, который не был завершён до их смерти. Она посвятила жизнь детям и их образованию.
В конце жизни она была настоятельницей монастыря Сан-Сальваторе.

## Дети
1. Эбергард (Эврар) (ок. 837 — до 20 июня 840)
2. Ингельтруда (837/840 — 2 апреля 870); муж: Генрих (ок. 860 — 28 августа 886), маркиз Нейстрии с 884
3. Унрош III (840 — 13 июля 874), маркграф и герцог Фриуля
4. Беренгар I (840/845 — 16 апреля 924), маркграф и герцог Фриуля, король Италии с 888, император Запада с 915
5. Адалард (ум. после 13 июля 874), аббат Сизуана
6. Рауль (ок. 842 — 5 января 892), аббат Сизуана с 874, аббат Сен-Вааста в Аррасе, граф Артуа и Тернуа с 883
7. Альпаиса
8. Эльвис (ум. ок. 895); муж: с ок. 874 Хукбальд де Гуи (ум. 890), граф Остерванта и Санлиса
9. Гизела (ум. ок. 863), монахиня в Брешии
10. Юдит (ум. 881); муж: Конрад II Бургундский (ум. ок. 881), граф Осера, герцог Трансюранской Бургундии